# Xavier Stouff
Pour les articles homonymes, voir Stouff.
Xavier Stouff (1861-1903) est un mathématicien français.

## Biographie et famille
Issu d'une famille originaire de l'actuel Territoire de Belfort installée à Grenoble à la suite de la guerre franco-prussienne de 1870, c'est dans cette ville qu'il commence ses études. Reçu à Polytechnique en 1881, il en démissionne un an après pour intégrer l’École normale supérieure de la rue d’Ulm. En 1885, il est premier à l’agrégation de mathématiques. Après avoir participé à une mission scientifique en Allemagne, Suisse et Italie, il enseigne successivement dans les lycées de Montpellier, Toulouse et Grenoble. Il soutient en 1888, sa thèse sur La transformation des fonctions fuchsiennes devant un jury présidé par Henri Poincaré à l'Université de Paris. Maître de conférences en 1894, à l’université de Besançon, il devient professeur un an plus tard. En 1905 il reçoit le prix Francœur à titre posthume.
Il épouse en 1893 Alice-Charlotte-Gabrielle Martin, fille de Séraphin Martin, façonnier à Moirans.
Il est le frère de l'historien Louis Stouff (1859-1936).

## Publications

### Ouvrages et articles
- Sur la transformation des fonctions fuchsiennes. Thèse : Université de Paris, 1888
- Sur les lois de réciprocité. Paris : A. Hermann, 1898
- Plusieurs articles parus entre 1889 et 1902 dans les Annales de la faculté des sciences de Toulouse et les Annales scientifiques de l'École Normale Supérieure et disponibles en ligne sur Nundam
- Références complémentaires trouvées dans The Gösta Mittag-Leffler separate collection de la bibliothèque du Centre for Mathematical Sciences de l'université de Lund
  - Sur la première lettre arithmétique d'Hermite à Jacobi. Bull. Sci. Math. , vol. 26, page 1-7, 1902.
  - Sur le lieu des centres de courbure d'une surface minima. Ann. Univ. Grenoble, vol. 2, page 1-20, 1890

### Traductions d'ouvrages d'autres mathématiciens
- Bernhard Riemann. Œuvres mathématiques... [Sur la propagation d'ondes aériennes planes ayant une amplitude de vibration finie]. Paris, 1898